# Sotorribas
Sotorribas è un comune spagnolo di 802 abitanti situato nella comunità autonoma di Castiglia-La Mancia.
Il comune è formato dai seguenti nuclei abitativi: Collados, Pajares, Ribagorda, Ribatajada, Ribatajadilla, Sotos (capoluogo), Torrecilla e Villaseca.